# Microcavia
Microcavia és un gènere de rosegadors de la família Caviidae. El nom del gènere al·ludeix a la similitud morfològica d'aquests animals amb els representants del gènere Cavia, però de grandària menor ("micro").

## Taxonomia
- Microcavia australis (I. Geoffroy i d'Orbigny, 1833)
- Microcavia niata (Thomas, 1898)
- Microcavia shiptoni (Thomas, 1925)